# 1783年大流星
1783年大流星是一次異常明亮的火流星事件（流星串），發生於1783年8月18日，英倫三島等地居民都觀測到該天體。英國皇家學會《自然科學會報》對於1783年大流星進行過多番討論，英國物理學家查爾斯·布拉格登（Charles Blagden）曾經對該天體進行詳細的研究。

## 描述
1783年大流星發生在1783年8月18日21:15至21:30之間，當天是一個晴朗乾燥的夜晚。天文學家對於觀察紀錄的分析已經顯示，流星在北海上空進入地球大氣層，隨後通過蘇格蘭和英格蘭的英吉利海峽東海岸。該流星在大氣層內前進一千公里後（不滿1610公里），最後破裂成許多碎片，並越過法國西南部或義大利北部。
1783年大流星有很多人目擊到，其中最突出的也許是意大利自然哲學家泰比里厄斯·卡瓦略，在流星出現當時，他正在溫莎城堡的露台上。隨後卡瓦略發表了他的火流星紀錄：
北方的天空中有些光正輕輕搖曳閃爍，很像極光。一個圓形的發光體發出這些光芒，其視直徑相當於月亮的一半，幾乎固定在相同的天空中...。首先這個圓球出現淡淡的藍色光芒，亮度逐漸增加，隨後開始移動，朝向東方移動。它的光度相當驚人。露台附近的每個人都被流星瞬間照亮。
卡瓦略指出的流星，大約有30秒的時間可被觀測到，似乎分裂成幾個小碎片群，它們緊緊跟隨著主體，並散發出隆隆的噪音，“流星出現10分鐘後，周圍可以聽到遠方的雷聲，他推測這是流星爆炸的報告”。其他紀錄，例如自然哲學家亞歷山大·奧貝爾（Alexander Aubert）和理查德·洛弗尔·埃奇沃思記錄到流星顯現的紅色和藍色色彩。
其他有些紀錄更加稀奇：《倫敦雜誌》提到當時位於愛爾蘭北部的英國軍艦上的一位中尉写的信，“他（中尉）看到了同樣的流星沿東北方移動...但他補充說，過了一會兒後，他看到它們折回來了”。這位筆者補充說：“這顆流星其他幾份觀測紀錄都在我手中，但他們彼此間相當的不一致。” 
吉爾伯特·懷特（Gilbert White），在1787年寫道，他記住了「“驚人的”1783年夏天...。驚人的流星和巨大的雷暴，使這個王國許多地區的人們感到恐懼」。

## 藝術品

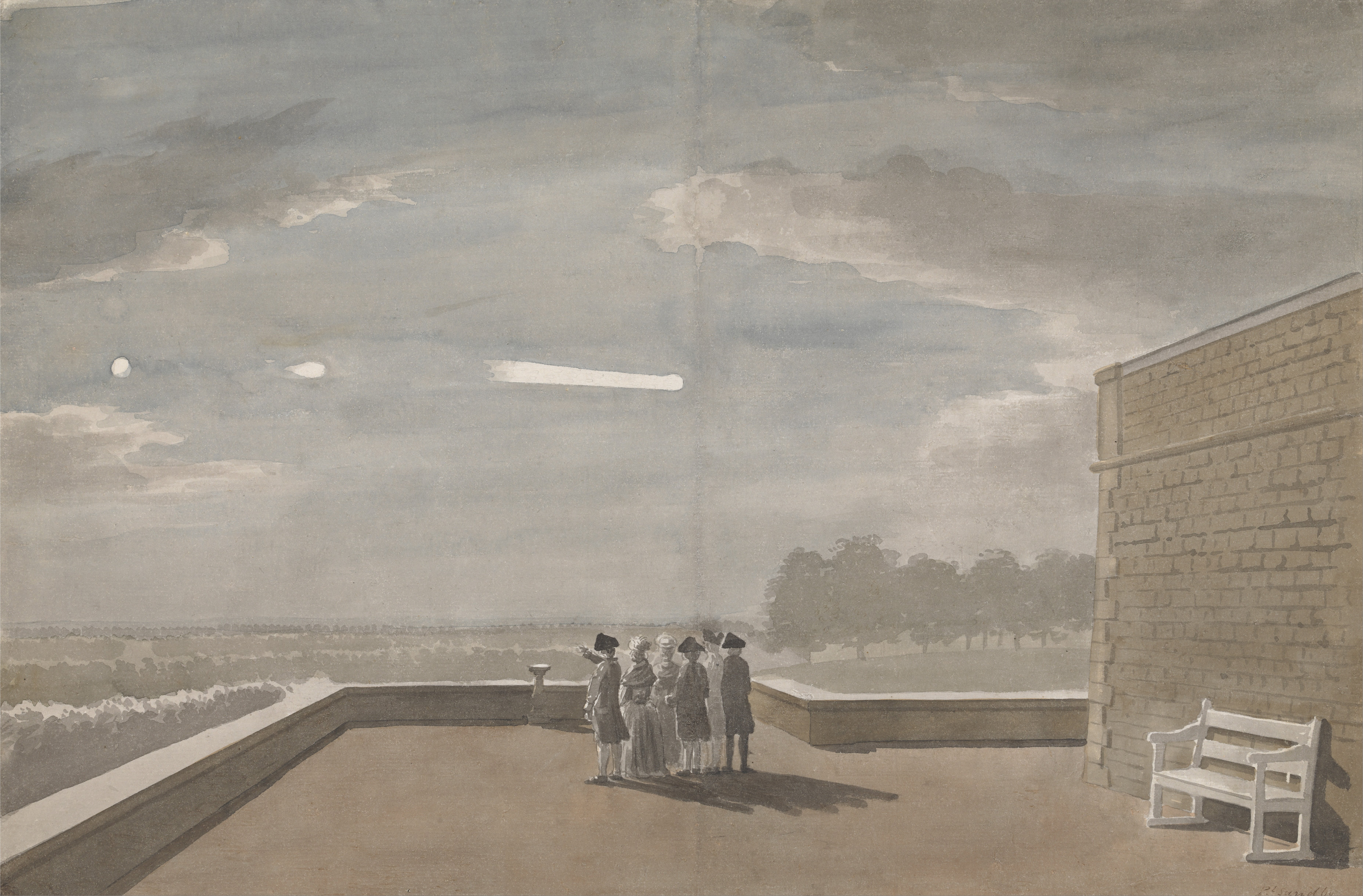
保羅·桑德比完成的1783年大流星藝術品

泰比里厄斯·卡瓦略在溫莎城堡露台上的5同伴中有一位是藝術家托馬斯·桑德比（Thomas Sandby）。根據這次知名事件，他與他的兄弟保羅·桑德比（Paul Sandby）合作，完成一件雕刻藝術品。該作品目前收藏於格拉斯哥大學亨特美术馆。第二個雕刻品是一位學校校長亨利·羅賓遜所製作，他在諾丁漢郡Winthorpe觀察到1783年大流星。
一幅原本被認為是1759年哈雷彗星的畫作，並被認為是出自英國畫家塞繆爾·斯科特（Samuel Scott）之手（「英語世界的卡納萊托」），在最近幾年中被解釋為描繪1783年大流星。經由Jay Pasachoff與羅伯塔·奧爾森進一步研究顯示，這幅畫作不是塞繆爾·斯科特的作品，它描述1783年大火球的第三階段，當時作者正在泰晤士河觀看流星。

## 殘骸
在2005年，一種罕見的隕石（漢布爾頓石鐵隕石）於北約克郡被發現。研究人員根據1783年大流星的軌道與石鐵隕石的表面風化等資料，認為它可能是來自於1783年大流星。

## 外部連結
- Sandby aquatint of observation from the terrace at Windsor（页面存档备份，存于）, British Library
- Mezzotint based on Robinson's depiction of meteor seen from Winthorpe, British Museum